# Arnardalsleið

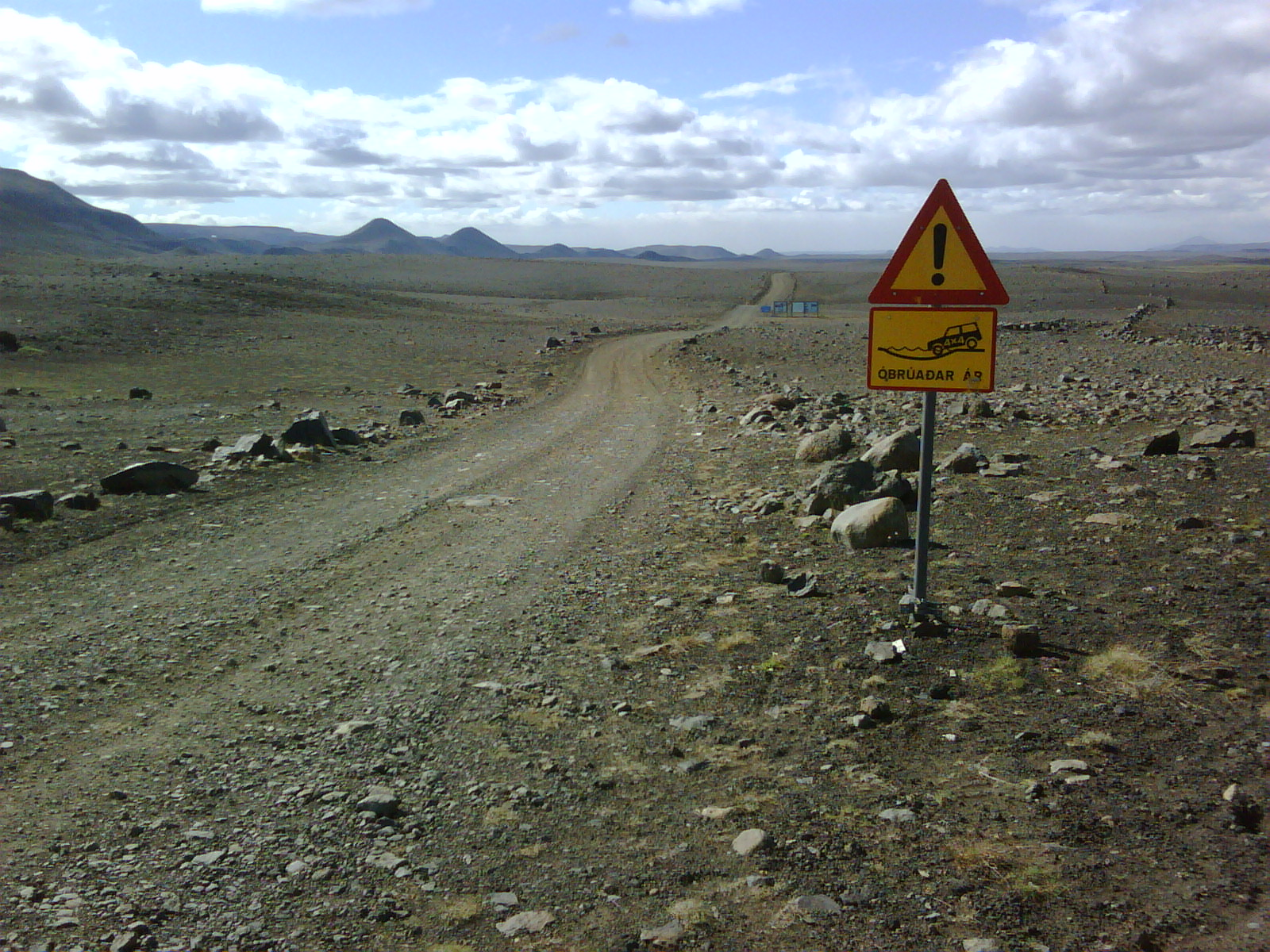
Inizio della 905 dalla 901

L'Arnardalsleið (F905) è una strada dell'Islanda che collega la Möðrudalsleið con l'Austurleið ed è quindi percorribile per raggiungere l'Askja ed il Kverkfjöll dalla Hringvegur.